# 神経法学

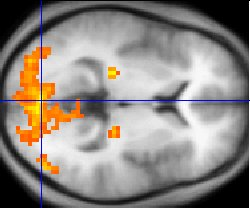
fMRIによる脳スキャンの一例。fMRI BOLDの出力（黄色）が、複数の人間から平均化された脳の解剖学的画像（灰色）に重ねられている。同様の画像は、現在では法律を含むさまざまな用途に使用されている。

神経法学（しんけいほうがく、英: Neurolaw）は、神経科学における発見が法制度やその基準に与える影響を探求する学際的研究分野である。神経科学、哲学、社会心理学、認知神経科学、犯罪学から知見を得ている神経法学の実践者は、神経科学が法制度においてどのように使用されているのか、そしてこれから使用されるのかという記述的および予測的な問題だけでなく、神経科学がどのように使用されるべきであり、どのように使用されるべきではないのかという規範的な問題にも取り組もうとしている。
機能的磁気共鳴画像法（fMRI）研究の急速な発展により、神経解剖学的構造と機能に関する新たな洞察が得られ、人間の行動と認知に関するより深い理解につながっている。これに対応して、これらの知見を犯罪学や法的プロセスにどのように適用できるかについての疑問が浮上している。現在の神経法学研究の主要な領域には、法廷での応用、神経科学の知見の法的な意味合い、神経科学関連の管轄権をどのように作成し適用できるかなどがある。
神経法学とその潜在的な応用に対する関心が高まっているにもかかわらず、法律の領域では誤用の可能性が大きいことを認識しており、斬新な研究成果には慎重に対処している。

## 歴史
神経法学という用語は、1991年にJ・シェロッド・テイラーによって初めて使用された。Neuropsychology誌に掲載された、刑事司法制度における心理学者と弁護士の役割を分析した論文においてである。この出版物の後、両分野の学者たちはプレゼンテーションや対話を通じてネットワークを形成し始め、この交差点に関する本、論文、その他の文献を出版し始めた。神経法学の拡大と並行して、脳神経倫理が台頭していた。
マッカーサー財団による法律と神経科学プロジェクトの開始により、神経法学と倫理の交差点をより詳細に検討することができるようになった。このプロジェクトのフェーズIは、2007年に1,000万ドルの助成金で開始された。このイニシアチブは、神経科学が最終的に法律をどのように形作る可能性があるかについてのさらなる証拠を提供する実験的および理論的なデータを含む、多岐にわたる問題に取り組む40のプロジェクトを支えた。グルーター法と行動研究研究所およびダナ財団は、このイニシアチブの下で助成金を受け取り、神経法学研究を行っている代表的な機関の一部である。
神経法学は、ベイラー医科大学の神経科学とロー・イニシアティブ（現在は全国的な非営利組織であるサイエンス＆ロー・センターとして知られている）など、いくつかの大学の関心も引いている。サイローとして知られるこの組織は、神経科学、法律、倫理学、プログラミング、データサイエンスを活用して、政策を分析し、刑事司法制度を進歩させるためのソリューションを開発しようとしている。彼らの掲げる目標は、「社会政策をエビデンスに基づいた方法で導き、それによって収監率を下げ、刑事司法制度を費用対効果の高い人道的な方法で改善するための革新的な選択肢を提供すること」である。ペンシルベニア大学の神経科学と社会センターは2009年7月に開始され、神経科学の社会的、法的、倫理的推論に取り組んでいる。ヴァンダービルト大学は、2010年にアメリカで初めてJ.D./PhDのデュアルディグリープログラムを作った。

## 神経犯罪学
現在、神経科学が法廷でどのように使われているかを形作ってきたいくつかの重要な情報源がある。主なものとしては、J・シェロッド・テイラーの著書『Neurolaw: Brain and Spinal Cord Injury』（1997年）があり、これは弁護士が医学用語を適切に法廷に導入し、神経科学が訴訟に及ぼす影響をさらに発展させるための資料として使用された。この本の中で、テイラーはドーバート判決の結果についても説明している。この合衆国最高裁判所の判例は、現在ドーバート基準として知られるものにつながり、法廷における科学的証拠の使用に関する規則を定めている。この基準は、法廷で神経科学的証拠を提示する方法を規定している。

### 犯罪知覚
最近、ペトフトらは「犯罪知覚」という新しい用語を紹介した。これは「子供が犯罪的状況を理解し、合法的に行動することを可能にする能力」である。この用語は、子供の意味する社会的および道徳的人格という2つの明確に絡み合った特性を包含している。前者は、規範的認知と人物知覚に寄与する脳の領域を使用し、後者は直感、感情的気づき、意識的熟考が犯罪的状況で実現される認知ネットワークに由来する。

### 犯罪予測
心理検査と神経イメージング証拠は、人間の行動を予測するためのより正確な方法を提供する可能性がある。これらのツールを犯罪学で使用するように開発することは、特に刑事判決の長さを決定する際や、将来の犯罪を予測して、どの犯罪者を刑務所に収容し続けるべきか、または釈放すべきかを評価する際に有益であろう。これらのツールを適応させることは、累犯の過程を助けるだけでなく、個人的なリハビリテーションの必要性を示す可能性もある。この情報とその潜在的な応用を考慮して、法制度は、追加の犯罪行為を予測する能力に基づいて、処罰と刑罰のバランスを取ろうとしている。
サイエンス＆ロー・センターは、個人の意思決定を駆り立てるものを活用することで、犯罪者を適切な有罪判決後のリハビリテーションプログラムに導くために、モバイルでゲーム化された一連の神経認知リスク評価（NCRA）を開発した。攻撃性、共感、意思決定、衝動性における個人差を理解することで、人種に言及することなく、よりよく、より公正なリハビリテーションへの手がかりを築くことができると、このグループは述べている。リスク評価としては、一般的に使用されているリスク評価と同等以上の予測性能が認められた。「正義を進める」という彼らの使命と一貫して、NCRAは人種データを収集せず、より公平で偏りのない評価を行っている。

### 心神喪失抗弁
アメリカの刑事司法制度は、精神障害に基づいて無罪を主張できる度合いを制限する傾向にある。20世紀半ばの多くの裁判所は、ダラム・ルールやアメリカ法律協会モデル刑法を通じて、意思の障害を心神喪失抗弁の正当な根拠と見なしていた。しかし、1982年にジョン・ヒンクリーが心神喪失を理由に無罪となったとき、この意見は反転し、精神疾患の定義の狭まりを招いた。心神喪失の判断は、マクノートン・ルールに基づくものが増えていった。これは、精神疾患によって自分の行為が間違っていることを知ることができなかった、または犯罪行為の性質を知ることができなかったことを証明できない限り、刑事上精神異常として裁かれることができないというものである。
前頭前皮質に関する現代の研究は、意思の障害を要因として考慮するため、この見解を批判している。多くの研究者や裁判所は、「抵抗不能な衝動」を精神疾患の正当な根拠として考え始めている。神経科学が心神喪失の抗弁に加えた要因の1つは、脳が「誰かにそうさせた」という主張である。このような場合、議論は、個人の意思決定は、意識的に何をしているのかを認識する前に、脳によって行われるという考え方に基づいている。
コントロールと抑制のメカニズムに関するさらなる研究によって、心神喪失の抗弁にさらなる修正を加えることができるだろう。PFCの機能障害は、精神疾患の主要因が意思の障害であることを示す証拠である。fMRIを用いた多くの実験で、PFCの機能の1つは、より難しい行動を取るように人を偏らせることであることが示されている。この行動は長期的な報酬を表しており、即時的な満足につながる行動と競合している。それは、後悔を含む道徳的推論に関与している。PFCを損なう個人差は、意思決定プロセスに極めて有害であり、本来なら犯さなかったであろう犯罪を犯す可能性を高める。

### 脳死
持続的植物状態につながる損傷や疾患は、脳死に関する多くの倫理的、法的、科学的問題の最前線に立っている。外見上、患者の回復の見込みがないことを知るのは難しいし、生命維持装置を終了する権利を誰が持っているかを決めるのも難しい。
認知に関する研究の取り組みは、植物状態の理解を深めるのに役立ってきた。研究によると、人は目覚めて意識があっても、外部刺激に対する認識や反応の兆候を示さないことがあるという。2005年、自動車事故で外傷性脳損傷を負った23歳の女性を対象に研究が行われた。この女性は植物状態にあると宣告された。5か月後も反応がなかったが、脳のパターン測定では正常な睡眠と覚醒のサイクルが示された。fMRI技術を用いて、研究者らは、この女性が脳の特定の領域の活動を通して外部刺激を理解できることを結論付けた。特に、健康な個人と同様に、中側頭回と上側頭回で活動の増加が見られた。この陽性反応は、医療画像を用いて脳死の影響を理解し、植物状態の個人に関する法的、科学的、倫理的な質問に答えるのに役立つ可能性を明らかにした。

## 脳機能改善薬
神経法学は、スマートドラッグ、すなわち精神機能を高める薬物に関する倫理的な問題も含んでいる。現在の研究では、血液脳関門を迂回して脳機能を特異的に標的とし、変化させる強力な薬物が将来的に存在する可能性があることが示唆されている。薬物の使用によって集中力、記憶力、認知力を大幅に向上させる可能性は、これらの物質の合法性と日常生活における適切性について多くの疑問を呼んでいる。プロスポーツにおけるアナボリックステロイドの使用をめぐる論争と同様に、多くの高校や大学では、学生が脳機能改善薬を使って人為的に学業成績を上げることを警戒している。
脳機能改善薬の使用に関して提起された疑問には以下のようなものがある。
- これらの向上剤は、家族の所得階層間のパフォーマンス格差にどのように影響するのか？
- 社会で競争力を維持するためだけに、向上剤を使用することが必要になるのか？
- 社会は、心を変える物質として何が許容できるもの（例：カフェイン）で、何が許容できないものなのかをどのように区別するのか？
- 人は自分の認知を変えるために物質を試す権利があるのか？

科学者や倫理学者は、社会全体への影響を分析しながら、これらの疑問に答えようとしてきた。例えば、認知障害と診断された患者に使用する場合、精神機能を高める薬は許容できるというのが大方の見方である。ADHDの子供や大人にアデロールを処方する場合などである。しかし、アデロールやリタリンは、特に大学のキャンパスで人気のある闇市場の薬物にもなっている。学生たちは、大量の学校の課題をこなすのに苦労しているときに集中力を維持するためにそれらを使用し、しばしばその効果に依存するようになる。
脳機能改善薬を必要としない個人が使用することは倫理的に疑問があり、処方以外の理由で脳機能改善薬を使用している人の脳の化学に継続的な使用がどのような影響を与える可能性があるかはほとんどわかっていない。

## 現在の研究
神経法学の進歩は、最先端の医療技術と助成金による研究に依存している。神経法学の研究に用いられる最も著名な技術と分野としては、機能的磁気共鳴画像法（fMRI）、ポジトロン断層法（PETスキャン）、核磁気共鳴画像法（MRI）、エピジェネティクスなどがある。

### エピジェネティクス
現在の研究では、遺伝子分析を用いてリスクを評価し、非定型的行動を予測する方法が模索されている。研究により、暴力的行動とMAOA遺伝子の低アリル変異体との関連が示されている。予備的研究では、この機能不全遺伝子を持ち、幼少期に虐待を経験した男性は、正常なMAOA遺伝子発現の人に比べて、暴力犯罪を犯す可能性が数百倍高いことが示唆されている。
このような発見は、遺伝学や神経イメージング手法を用いて犯罪行動を予測し、個人のリスクを評価する「神経予測」についての議論を巻き起こした。予測の背景にある科学が進歩すれば、立法者は、遺伝的、神経解剖学的、神経病理学的予測が、特に犯罪者に判決を下したり、釈放したりする際のリスク評価のための法的判断において、どのような役割を果たすことができるかを決定する必要があるだろう。

### 神経イメージング
犯罪者における構造的および機序的な神経機能障害を理解することは、動機を判断し、犯罪責任を定義するのに役立つ。
fMRIは、ヒトの脳の詳細な機能マッピングを可能にするため、特に重要である。fMRIは、血中酸素レベル依存性（BOLD）コントラストを測定し、血流に基づいて、ある瞬間に脳の最も活動的な領域を見ることができる。このイメージングモダリティにより、研究者は複雑な神経経路やメカニズムを特定し理解することができる。神経法学研究に関連するメカニズムは、記憶、報酬系、衝動性、欺瞞回路である。
神経イメージング法は、神経解剖学的構造をサイズや形状の観点から分析するためにも使用できる。研究者は、健康で機能的な脳構造の特徴を定義するために取り組んでおり、これは非定型的な犯罪者の脳の機能不全や欠損をよりよく理解するのに役立つかもしれない。

### 嘘発見
fMRI証拠を、嘘発見器のより高度な形態として使用する可能性がある。特に、真実を語ること、欺瞞、虚偽記憶に関与する脳の領域を同定するのに有用である。
虚偽記憶は、証人の証言を検証する際の障害となる。研究によると、意味的に関連する単語のリストを提示されると、参加者の記憶は、元々存在しなかった単語を無意識のうちに誤って付け加えてしまうことがよくあるという。これは普通に起こる心理的現象だが、事件の事実関係を整理しようとする陪審員にとっては、数多くの問題を提起する。
fMRIイメージングは、意図的な嘘をついている間の脳活動を分析するためにも使用されている。被験者が情報を知っているふりをしているときには背外側前頭前野が活性化するが、嘘をついたり正確に真実を述べたりするのとは対照的に、被験者が虚偽の認識を示す際には右前海馬が活性化することがわかっている。このことは、嘘をつくことと虚偽の記憶の想起には、2つの別々の神経経路が存在する可能性を示している。しかし、これらの領域は実行制御機能の共通の領域であるため、脳イメージングがどの程度真実と欺瞞を区別できるかには限界がある。見られる活性化が、嘘によるものなのか、それとも無関係なものなのかを見分けるのは難しい。
将来の研究は、誰かが経験を本当に忘れてしまったのか、情報を差し控えたり捏造したりすることを積極的に選択したのかを区別することを目指している。この区別を科学的に妥当な水準まで発展させることは、被告人が自分の行動について真実を述べているのか、証人が自分の経験について真実を述べているのかを見極めるのに役立つだろう。

### 神経イメージングへの批判
法制度における神経イメージングの使用は、聴衆を二分している。その可能性を主張する人も多いが、犯罪の意思決定過程の人的調査に正確に取って代わることはないと主張する人もいる。
最近の研究成果を考慮してもなお、神経イメージングはまだ十分に理解されていない。年齢、投薬歴、食事、内分泌機能などの追加的な医学的要因は、fMRI画像を見る際に考慮する必要があり、スキャナの感度も考慮する必要がある。スキャンを受ける人が動いたり、割り当てられた課題を不正確に行ったりすると、生成された画像は無効になる。他の批判者は、この技術から得られる画像が脳の志向性を表示していないことを強調する。機能的神経イメージングは、意思を計算することを意図したものではなく、行動の原因となるプロセスについての洞察を提供するかもしれないが、画像が人間の推論や特定の思考プロセスを客観的に絞り込むことができるかどうかは議論の余地がある。これらの要因により、神経イメージングの結果を正確に評価することは難しくなっており、それが法廷で提示することをためらう理由となっている。
fMRIによる嘘発見の背後にある科学をめぐる論争は、2010年に刑事裁判での許容性に関するダウバート聴聞会で連邦法廷に持ち込まれた。最終的に、神経イメージングの妥当性に疑問があるとして、画像は除外された。2012年の控訴でも、この件に対する裁判所の見解を変えることはできなかった。法律の専門家は、神経イメージングが法的またはその他の重要な用途に適しているかどうかについて、現在あまりにも多くの深刻な未解決の問題があると示唆している。

## 実践における応用
神経法学の技術と方針は、その妥当性に対する専門家や一般の人々の懐疑心から、ゆっくりと法制度に入り込んでいる。現在、No Lie MRIとCephos Corpの2社が、神経イメージングを利用した嘘発見サービスを提供している。これらのサービスは、ポリグラフ検査のより高度な形態であると考えられているが、法廷で証拠として認められることはほとんどない。構造的および機能的分析のための神経イメージング証拠の使用は、地理的地域やモダリティの文化的受容によって大きく異なる。

### 刑法
アメリカ合衆国では、裁判の量刑段階で脳スキャンの結果がますます利用されるようになっており、2006年から2009年にかけて神経科学的証拠を伴う事件の割合が倍増している。カリフォルニア州とニューヨーク州で起きた2つの事例では、被告は神経イメージングを使用して第一級謀殺の刑を殺人罪に減刑することができた。それぞれの事件では、犯罪における責任を軽減するために、神経機能の障害を示唆する脳スキャンが提示された。2003年のHarrington v. State of Iowaの事件でも、弁護側の証拠として脳画像が使用された。しかし、Harrington v. State of Iowaの事件では、脳画像は陪審員団ではなく裁判官にのみ示されたため、脳イメージングを証拠として活用するための先例として使用する能力が低下した。
ムンバイ（インド）では、法制度は神経科学の応用においてより迅速なアプローチを取っており、すでに刑事判決に組み込まれている。2008年、あるインド人女性が、彼女の有罪を示唆する脳スキャンを含む強力な状況証拠に基づいて殺人罪で有罪となった。この判決は、スタンフォード大学の法学教授ハンク・グリーリーによって厳しく批判された。グリーリーは、脳電気振動シグネチャープロファイリング検査（BEOSP）によって生成された証拠に基づいてスキャンに異議を唱えた。BEOSの有効性を示す査読付き研究論文は一度も発表されたことがなく、このような重要な決定におけるその信頼性に疑問が呈された。

### 政府と軍
アメリカ軍は、神経科学研究の可能性に対して関心を高めている。脳イメージングは、リスクを伴わない敵の戦闘員を区別したり、自軍の兵士の精神的安定性を判断したりするのに役立つ可能性がある。ノートロピック薬は、兵士の集中力と記憶力を高め、危険をより良く認識し、パフォーマンスを向上させるためにも使用できる。しかし、これは兵士や被拘束者の個人のプライバシーの問題や、パフォーマンス向上に伴うコンプライアンス要件の問題につながっている。民間の裁判所は未証明の技術を使うことをためらっているが、軍がそれらを将来使用することで、敵の戦闘員の無実や有罪の可能性をめぐって論争が起きる可能性がある。
神経科学分野における斬新な技術革新と情報の出現により、軍はそのような神経科学研究の具体的な利用を期待し始めている。しかし、人間の認知能力を変化させたり、個人の思考のプライバシーに対する権利を侵害したりするこれらのアプローチは、まだ革新的であり、開発の初期段階にある。世界人権宣言や化学兵器の開発、生産、貯蔵及び使用の禁止並びに廃棄に関する条約などの現在の条約は、特定の化学物質の使用のみを対象としており、認知科学研究の最近の急速な進歩を規制していない。この曖昧さと技術の悪用の可能性により、神経科学研究に必要な規制と倫理について取り組むことが ますます 喫緊の課題となっている。
軍の関心を集めているもう1つの分野は、人間の能力を高める薬物の使用である。DARPA（国防高等研究計画局）は、ペンタゴンのアメリカ国防総省の一部門であり、軍事研究と技術開発の多くを担当している。2013年にブレイン・イニシアチブの発表とともに、DARPAは神経調節、深部感覚、神経工学などの研究が不足している神経科学のトピックを含む多くのプログラムを通じてこのイニシアチブを支援し始めた。現在のDARPAの運営の1つに、睡眠不足防止プログラムがある。これは、睡眠不足に関連する脳の分子プロセスと変化に関する研究を行い、最終的には睡眠不足でも戦闘員の認知能力を最大限に高めることを目的としている。この研究の結果、モダフィニルやアンパキンCX717などの睡眠不足防止薬の重要性が高まっている。しかし、これらの化学薬品は体内の自然な化学反応や受容体に直接作用するため、その使用の倫理性や安全性が問題となっている。

## 注意と懸念
神経法学に対する世論は、文化的、政治的、メディア関連の要因に影響される。調査によると、一般の人々は神経法学について十分に理解していない。承認はトピックがどのように枠組みされるかに大きく依存しているようで、党派性によっても異なる可能性がある。人気テレビ番組での法医学研究室の美化された描写のために、脳イメージングは「CSI効果」を持っているという批判に直面している。正確でない描写に基づいて、法医学に対する誤った理解を持っている人がいる可能性がある。これにより、技術的証拠や神経法学のイニシアチブに対して強い意見を持つ可能性がある。
神経科学はまだ完全には理解されていない。脳の特徴を犯罪行動や問題に自信を持ってリンクさせるには、構造と機能の関係の証拠が不十分である。この不確実性は、法廷での神経科学的証拠の誤用の余地を残している。アメリカの法律心理学教授のスティーヴン・J・モースは、「脳過大主張症候群」と呼ばれる偽の病気で、法廷での神経科学の乱用を説明した。彼は、科学がそのような因果関係の主張を裏付けることができない状況で、行動が「脳」によって引き起こされたため、人々が自分の行動に対して責任能力の減退を持っているか、または責任がないという考えについてコメントしている。彼は、犯罪のために非難されるべきなのは脳なのか、それとも脳の背後にいる人なのかという疑問を投げかけている。
立法者や裁判官は、神経法学において具体的な知見が不足していることから、慎重になっている。裁判所で神経科学研究をどのように規制し活用するかを決定する前に、立法者や裁判官は、提案された変更に伴う影響を考慮しなければならない。神経イメージングと遺伝的証拠は、法的プロセスに役立ち、危険な犯罪者を刑務所に収容し続けることができる可能性がある一方で、科学の過失による使用または意図的に無実の当事者を投獄するような形で悪用される可能性もある。
脳イメージングの可能性と欠点を認識している専門家もいるが、その分野を完全に拒否している人もいる。将来的には、裁判官は神経学的証拠の妥当性と有効性を判断し、それが法廷に入ることができるようにする必要があり、陪審員は科学的概念を理解することに対して開放的でなければならないが、神経科学にすべての信頼を置くことに熱心すぎてもならない。